# Tronco simpático
El tronco simpático, cadena paravertebral o cadena ganglionar laterovertebral es una cadena de ganglios ubicada a izquierda y derecha de la columna vertebral que va desde la base del cráneo hasta el cóccix. 
Sus diferentes segmentos son: cervical, torácico, lumbar y sacro.

Esquema de un nervio espinal y un ganglio simpático, componente del tronco simpático.
Fibras: 1. sensitivas y 2. motoras.
3. Médula espinal: 4. Sustancia blanca, 5. Sustancia gris.
Raíces medulares: 6. anterior y 7. posterior. 8. Ganglio espinal, 9. Nervio espinal. Ramas: 10. dorsal, y 11. ventral.
12. Ramos comunicantes: 13. blanco y 14. gris.
15. Tronco simpático: 16. Ramo interganglionar y 17. Ganglio paravertebral. 18. Ganglio prevertebral

El tronco simpático conecta con la médula espinal a través de los ramos comunicantes: 
- El ramo comunicante blanco conduce los axones de neuronas preganglionares del sistema simpático que vienen de la médula espinal. La vaina de mielina que recubre estos axones les otorga un aspecto blanquecino que da nombre a esta conexión del tronco. Es posterolateral y va desde T1 a L2 inclusive.[1][2][3][4][5][6][7]
- El ramo comunicante gris conduce los axones de neuronas posganglionares del sistema simpático que se dirigen hacia sus respectivas uniones neuroefectoras en el órgano que inervan. Es posteromedial y sus fibras nerviosas carecen de mielina.